# Bambie Thug
Cuntry Ray Robinson (Macroom, Condado de Cork, Irlanda, 6 de março de 1994), conhecida artisticamente como Bambie Thug, é uma cantora irlandesa. Representou a Irlanda no Festival Eurovisão da Canção de 2024 em Malmö, com a canção "Doomsday Blue".

## Discografia

### EPs
- Psilocyber (2021)[4]
- High Romancy (2021)[5]
- Cathexis (2023)[6]

### Singles
| Ano  | Single                                          | Álbum        |
| ---- | ----------------------------------------------- | ------------ |
| 2021 | "Birthday"                                      | Psilocyber   |
| 2021 | "P.M.P"                                         | High Romancy |
| 2022 | "Kawasaki (I Love It)"                          |              |
| 2022 | "Headbang"                                      |              |
| 2022 | "Tsunami (11:11)"                               |              |
| 2022 | "Merry Christmas Baby"                          |              |
| 2023 | "Egregore"                                      |              |
| 2023 | "Careless"                                      | Cathexis     |
| 2023 | "Last Summer (I Know What You Did)" (com Jinka) | Cathexis     |
| 2023 | "Doomsday Blue"                                 | Cathexis     |